# Повінь на Закарпатті (1998)

Пам'ятник жертвам повені на Закарпатті 1998

Повінь на Закарпатті 1998 року — стихійне лихо, що сталося восени 1998 року в Закарпатській області. Початком трагедії стали інтенсивні дощі 3-5 листопада. Вийшли з берегів річки Тиса, Теребля, Тересва, Боржава, Латориця та інші, які підтопили майже 120 населених пунктів. У зоні стихійного лиха опинилося близько 350 тисяч людей — майже третина населення області.

## Наслідки
Внаслідок повені загинуло 17 осіб, відселено з місця стихійного лиха понад 20 тисяч осіб. У період паводку було підтоплено 40793 житлових будинків, з них 2695 зруйновано та 2877 пошкоджено. Також було зруйновано 12 мостів, 48,6 км автошляхів. Активізовано до 980 зсувів. Крім того, 48 мостів і 722,2 км автошляхів було пошкоджено. Було виведено з ладу 18 водозаборів, 28 каналізаційних насосних станцій, 20 очисних споруд та 45 котелень. Пошкоджено 3,1 км залізниці, з яких 2,4 км зруйновано вщент. Листопадовий дощовий паводок завдав збитків Закарпатській області на загальну суму 810 млн гривень, водогосподарським об'єктам — 12 млн 84 тис. гривень.
Найбільш постраждалі населенні пункти:
- Бобове, Берегівський район — знищено 344 будинки;
- Вари, Берегівський район — знищено 302 будинки
- Королево, Берегівський район — знищено 213 будинків;
- Сасово, Берегівський район — знищено 196 будинків;
- Чорнотисів, Берегівський район — знищено 110 будинків;
- Теково, Берегівський район — знищено 89 будинків
- Ключарки, Мукачівський район — знищено 65 будинків;
- Нове Давидково, Мукачівський район — знищено 49 будинків;
- Заріччя, Хустський район — знищено 35 будинків
- Лопухів, Тячівський район — знищено 33 будинки.

## Рятувальна операція та ліквідація наслідків
Вже 7 листопада 1998 року Президентом України видано Указ «Про заходи щодо ліквідації наслідків стихійного лиха у Закарпатській області», в якому Закарпатську область визначали, як зону надзвичайної екологічної ситуації.
З перших же годин до боротьби зі стихією були залучені війська Цивільної оборони МНС України, інші спеціалізовані підрозділи Міністерства з питань надзвичайних ситуацій, підрозділи Національної гвардії, та Збройних Сил України, бригади облводгоспу, облавтодору, Укртелекому, працівники закарпатської міліції, Ужгородського відділка залізниці. На прохання облдержадміністрації МНС оперативно доставило в область 326000 мішків для нарощування дамб, ще 80000 надійшли з Угорщини. До рятувальних робіт було залучено 5776 осіб, 1155 одиниць техніки, 15 плавзасобів, 7 гелікоптерів МНС України, інших центральних і місцевих органів виконавчої влади, надавалася допомога від ряду зарубіжних країн. техніки.
З Резервного фонду Кабінету Міністрів України на ліквідацію наслідків виділили 11 млн. 200 тис. грн., З Пенсійного фонду — 14 млн грн. Державний матеріальний резерв виділив 210 тонн авіапального, 300 тис. мішків піску, 36 км кабелю різних видів, стовпи, дроти неізольовані для ЛЕП, пересувні електростанції, 20 км залізничних секцій, ліки, постільну білизну, взуття тощо.

### Міжнародна допомога
За даними МЗС, з-за кордону в Україну для постраждалих від повені були доставлені близько 600 тонн продовольства, понад 300 тонн одягу.
Уряд Польщі ухвалив рішення виділити Україні на ліквідацію наслідків катастрофи 1,8 млн дол, уряд Японії — близько 140 тис. дол, Словаччини — 118 000 дол, Швейцарія — 106,5 тис. дол, Уряд Сполучених Штатів Америки надав допомогу на загальну суму понад 500 000 доларів. Допомогу в такому ж розмірі надала Угорщина.
До збору коштів для постраждалих під час повені, долучались і приватні особи, зокрема, 70000 швейцарських франків виділила Йоко Оно — вдова Джона Леннона.

### Ліквідація наслідків
Для ліквідації наслідків цього паводку уряд ухвалив Програму протипаводкових заходів у Закарпатській області на 1999—2000 роки, яка передбачала виконання робіт загальною вартістю 71,4 млн грн. Фактично, вона була профінансована на 45 %, а виконано робіт лише від 17 до 46 %. Але навіть ці обсяги виконаних робіт дозволили більш ніж удвічі зменшити збитки від паводку 2001 року (317 млн грн.) у порівнянні з 1998 роком, хоча паводок був потужніший за попередній.
В процесі ліквідації наслідків повені було споруджено 2349 житлових будинків і придбано 318 квартир для постраждалих, капітально відремонтовано 12 330 будинків. Відбудовано 27 км захисних дамб, здійснено берегоукріплення 14 км берегів та регулювання 43 км. Відновлено та відбудовано 90 протипаводкових споруд. Побудовано і відремонтовано 103 км автодоріг і 28 мостів. Відновлено 314 км лісових доріг, 42 км підпірних стінок та понад 2760 містків через гірські потоки.

## Причини повені

Кількість опадів за 3-5 листопада 1998 року

На 90-ті роки минулого століття припадає період підвищеної водності, який прийшов на зміну періоду низької (1982—1990 рр.). У цей час формувались високі паводки, що охоплювали не тільки Закарпаття (1992,1993 рр. Закарпаття; 1993 р. Прип'ять; 1994 р. Німеччина; 1997 р. Польща, Чехія, Словаччина, Німеччина, басейн Дністра; 1998 Закарпаття, Дністер, Словаччина, Німеччина). За післявоєнний час на Закарпатті спостерігався цілий ряд високих паводків, що завдали значних збитків господарству. Це паводки 1947, 1957, 1970, 1980, 1992 (два), 1993, 1995 (два) років.
Катастрофічний дощовий паводок руйнівної сили, який сформувався в період з 4 по 8 листопада поточного року на сприятливому гідрометеорологічному підґрунті, за своїми характеристиками та величиною завданих збитків досяг, а в ряді пунктів перевищив усі попередні за період спостережень.
Дослідження урядової експертної комісії показало, що виникнення такої нищівної повені настало в результаті взаємодії цілого ряду природних та антропогенних факторів.

### Природні причини повені
- складна гідрометеорологічна ситуація (кількість опадів вище норми, їх інтенсивність і тривалість) після вологих літа та осені, що спричинило насичення ґрунту вологою і зменшення його водопоглинальної здатності та водопроникності;
- геолого-орографічні та гідрогеологічні умови, які постійно призводять до формування різноманітних зсувів, обвалів та селів у гірських та прилеглих до них районів.
- припинення вегетації, опадання листя з дерев і всихання трав на луках, тобто період різкого зменшення здатності рослинного покриву затримувати дощові води, їх зворотного випаровування в атмосферу і припинення транспірації — потужного трансформатора вологи.
- підвищення температури повітря після попередніх снігопадів, викликало танення снігу на верхніх частинах гірських схилів і сприяло додатковому надходженню води до гірських річок;
- висока водність річок перед паводком, пов'язана з проходженням паводку в кінці жовтня.

### Антропогенні причини повені
На розміри наслідків паводку вплинули антропогенні втручання, невідповідне для гірських умов протягом майже 200 років ведення водного, лісового і сільського господарства:
- порушення технології виконання культуротехнічних робіт, що мали місце в області до 80-х років для поліпшення природних сіножатей і пасовищ.
- розорювання крутосхилів у гірських районах, де формуються паводки;
- знищення приполонинних лісів, створення величезних (в Українських Карпатах — понад 100 тис. га) післялісових високогірних лук (полонин),
- тривале використання полонин під пасовища погіршило водно-фізичні властивості й посилило процеси збільшення поверхневого стоку у верхів'ях;
- відсутність водосховищ на гірських річках, призначених насамперед зарегульовувати річковий стік у періоди інтенсивних опадів та можливих паводків;
- інтенсивна лісоексплуатація у післявоєнні роки (переруби досягли 2-3 розрахункових лісосік, зрідження лісостанів на окремих площах до повноти 0,6),
- транспортування деревини при лісорозробках продовжує проводитись із використанням застарілих технологій
- необґрунтоване видобування гравійно-піщаних матеріалів із русел річок та в їх долинах
- невитримання режиму господарювання у водоохоронних зонах та прибережних захисних смугах річок.
- відставання темпів спорудження захисних споруд, від темпів житлового будівництва
- розміщення житлових будинків на шляхах гірських потоків, у місцях зсувів та селенебезпечних ділянок;
- неповне виконання заходів по інженерному захисту територій на річкових водозборах, передбачених схемою районного планування Закарпатської області,
- недосконалість окремих застарілих генпланів населених пунктів та проектів районного планування,

### Недостатня готовність до надзвичайних ситуацій
- затори у руслах річок, створені гравійно-галечними відкладами, котрі накопичувались під час щорічних паводків і своєчасно не усувалися;
- відсутність законодавчої та нормативно-правової бази стосовно впровадження страхування в разі проживання в умовах техногенного та природного ризику;
- недостатнє здійснення місцевими органами влади водоохоронних заходів на гірських річках, а саме: прибирання підмитих дерев, кореневищ, хмизу;
- невизначення в натурі меж водоохоронних зон і прибережних захисних смуг, як цього вимагає Водний кодекс України;
- недостатня увага узгодженню технічних умов під забудову з місцевими органами водного господарства;
- недостатня робота засобів масової інформації щодо підвищення екологічної і загальної культури населення;
- недостатньо розвинена система оповіщення людей.

### Невиконання протипаводкових заходів
Згідно з постановою Кабінету Міністрів України від 26.01.94 р. № 37 «Про комплексну програму проведення протипаводкових заходів на 1994—2000 роки» розроблена комплексна програма проведення протипаводкових заходів на 1994—2000 роки на території Закарпатської області. Програмою передбачалось побудувати у 1994—2000 рр. 200 км захисних дамб, 51 км берегоукріплень, відрегулювати 162 км русел річок.
Однак через вкрай нестабільне і недостатнє фінансування з самого початку реалізації заходів, передбачених програмою, побудовано лише 33 км дамб (17 %), закріплено 20 км берегів річок (39 %), відрегульовано 41 км їх русел (25 %). Бюджетні асигнування на протипаводкові заходи з року в рік скорочувались і досягли критичної межі. У 1998 р. жоден об'єкт не було введено в експлуатацію.
Невиконання в передбаченому обсязі комплексної програми проведення протипаводкових заходів на 1994—2000 роки на території Закарпатської області є однією з причин важких наслідків катастрофічного паводку.